# Ligne 85 du tramway de Bruxelles
 (mars 2022).
Si vous disposez d'ouvrages ou d'articles de référence ou si vous connaissez des sites web de qualité traitant du thème abordé ici, merci de compléter l'article en donnant les références utiles à sa vérifiabilité et en les liant à la section « Notes et références ».
Pour les articles homonymes, voir Ligne 85.
La ligne 85 est une ancienne ligne de tramway du tramway de Bruxelles qui a fonctionné jusqu'au 22 décembre 1959.

## Histoire
À partir du 24 juin 1958, la ligne est doublée entre la Bourse et le cimetière de Molenbeek par une nouvelle ligne d'autobus sous l'indice 84, celle-ci continue au delà de la Bourse jusqu'à la porte de Namur[réf. nécessaire],.
La ligne est supprimée le 22 décembre 1959, la ligne d'autobus 84 est renumérotée 85 et remplace l'ancien tramway[réf. nécessaire],.